# Helene von Reitzenstein

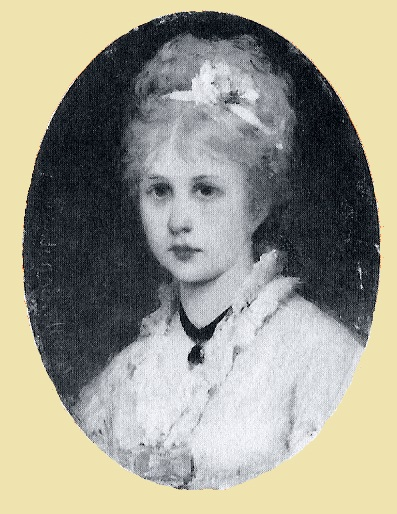
Helene Hallberger auf einem Jugendporträt etwa um das Jahr 1870 nach einem Gemälde von Friedrich August von Kaulbach

Friederike Marie Helene Freifrau von Reitzenstein (geborene Hallberger; * 15. November 1853 in Stuttgart; † 19. Dezember 1944 in Darching) war eine Multimillionärin und Dame der Hofgesellschaft zu Zeiten des Königreichs Württemberg.

## Leben

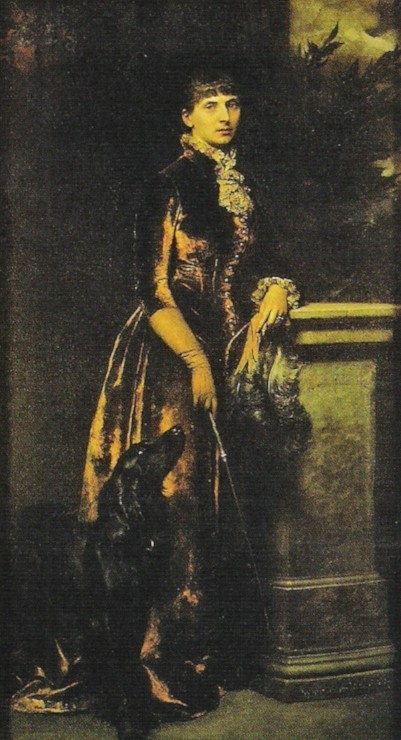
Helene von Reitzenstein auf einem Ölgemälde gefertigt im Jahre 1882 von Ferdinand Keller. Das Gemälde befindet sich in der Eingangshalle der Villa Reitzenstein in Stuttgart

Helene Hallberger war die jüngere von zwei Töchtern des Stuttgarter Verlegers und Unternehmers Eduard Hallberger und dessen Frau Friederike geb. Bauzenberger.
Am 3. Oktober 1876 heiratete Helene Hallberger auf dem väterlichen Landsitz in Tutzing am Starnberger See den königlich-württembergischen Kammerherrn und späteren Oberhofmarschall Carl Friedrich Sigmund Felix Freiherr von Reitzenstein, den einzigen Sohn des Generals Karl Bernhard von Reitzenstein. Er entstammte der Linie Zoppaten des fränkischen Uradelsgeschlechts von Reitzenstein.
Knapp vier Jahre nach ihrer Hochzeit starb der Vater Eduard Hallberger im Sommer 1880.  Nun erbte Helene von Reitzenstein je zur Hälfte mit ihrer Schwester Gabriele Eichborn (1850–1915) das gesamte väterliche Vermögen. Der Verlag wurde 1881 in eine Aktiengesellschaft umgewandelt, welcher seither den Namen Deutsche Verlags-Anstalt  führt.
Auf Grund ihres Vermögens von etwa 5 Millionen Mark und eines jährlichen Einkommens von etwa 250.000 Mark konnte sie 1889 den Stammsitz der Freiherren von Reitzenstein, das Schloss Reitzenstein im oberfränkischen Issigau bei Naila, für ihren Mann und dessen Adelsgeschlecht zurückerwerben. Die von Helene und Carl von Reitzenstein geführte Ehe blieb kinderlos, stand jedoch im Rampenlicht der Gesellschaft der königlichen Residenz in Stuttgart.
Seit dem Tod ihres Mannes 1897 lebte Helene von Reitzenstein relativ zurückgezogen entweder in Stuttgart oder auf Schloss Reitzenstein in Issigau. Nur noch gelegentlich empfing die verwitwete Baronin Besuche aus ihrem engeren Bekanntenkreis, zu dem neben ihrer Freundin Baronin Woellwarth und Königin Charlotte unter anderem Sibylle von Bismarck, die Frau des Kanzlersohnes Wilhelm von Bismarck sowie Bismarcks Arzt Ernst Schweninger und Marie Fehling (die Ehefrau des Lübecker Senators Emil Ferdinand Fehling) gehörten, des Weiteren heute kaum mehr bekannte Personen wie etwa Ulla und Max von Uexküll, Elsa von Falkenstein, der Freiherr von Gemmingen, der Freiherr von Cotta, Elise von Lindquist, Marie Federer und Melanie Taxiy.
1906 begab sich Helene von Reitzenstein auf eine Weltreise, welche sie in Hamburg an Bord eines Luxusdampfers startete. Während oder nach dieser Reise entstand die Idee, an herausragender Stelle in Stuttgart ein repräsentatives Gebäude zu errichten.

## Bauherrin der Villa Reitzenstein
Zwischen 1910 und 1913 wurde von den Architekten Hugo Schlösser und Johann Weirether für 2,8 Millionen Goldmark die Villa Reitzenstein errichtet. Im Herbst 1913 konnte Helene von Reitzenstein die neue Villa beziehen, deren Betrieb inklusive Personalausgaben pro Tag etwa 1000 Goldmark kostete. Die Bauherrin benannte das Gebäude nach ihrem verstorbenen Ehemann. Helene von Reitzenstein hatte vermutlich geplant, mit der dereinst verwitweten Königin Charlotte gemeinsam in der Villa wohnen zu können. Da Königin Charlotte ebenfalls kinderlos blieb und der Tod des um 16 Jahre älteren Königs Wilhelm II. von Württemberg früher zu erwarten war als der von Königin Charlotte, hätte dieser Plan bereits 1921 verwirklicht werden können. Da jedoch auf Grund der Ereignisse während der Novemberrevolution das königliche Paar in die Wohnräume im Kloster Bebenhausen  ausgewichen war und Charlotte von Württemberg nach dem Tod ihres Mannes 1921 keine Bereitschaft zeigte, jemals nach Stuttgart zurückzukehren, verkaufte Helene von Reitzenstein 1922 während der Inflationszeit für günstige 5,5 Millionen Papiermark (ca. 400.000 Goldmark) die Villa Reitzenstein an den Volksstaat Württemberg. Die Villa wurde umgebaut und diente ab September 1925 zunächst als Sitz des württembergischen Staatspräsidenten und von 1933 bis 1945 der NSDAP-Gauleitung. In der Nachkriegszeit war die Villa vorübergehend Sitz des Länderrats der Amerikanischen Besatzungszone und wird seit 1952 als Dienstsitz des Ministerpräsidenten von Baden-Württemberg verwendet.

## Lebensabend in Oberbayern
Einen Teil des Inventars der Villa nahm die Baronin an ihren neuen Wohnsitz nach Darching in Bayern mit. Dort lebte sie noch bis ins hohe Alter von 91 Jahren, wobei ihre geistigen Kräfte sich mit den Jahren zunehmend verdunkelten. Einen großen Teil ihres Vermögens wollte sie auf Anraten eines Rechtsanwalts schließlich der NSDAP überschreiben, was die Partei jedoch ablehnte. Ihre sterblichen Überreste wurden 1952 nach Stuttgart übergeführt und in der Familiengruft der Hallberger auf dem Pragfriedhof bestattet.